# Régis Clère
Régis Clère (* 15. August 1956 in Langres; † 9. Juni 2012 in Dijon) war ein französischer Radrennfahrer.

## Werdegang
Clère begann 1978 mit dem Radrennsport, er war ein Allrounder auf Bahn und Straße. Als Amateur nahm er an den Olympischen Sommerspielen 1980 in Moskau teil und belegte den 43. Platz im olympischen Straßenrennen. 1979 siegte er im Straßenrennen der Mittelmeerspiele.
Als Profi wurde er 1981 französischer Meister im Punktefahren und Vize-Meister in der Einerverfolgung. Bei der Vuelta a España 1981 gewann Clère eine Etappe und trug neun Tage lang das Trikot des Gesamtführenden. 1982 wurde er französischer Meister im Straßenrennen. Clère startete sechsmal bei der Tour de France: 1982 wurde er als kämpferischster Fahrer ausgezeichnet, 1983 gewann er eine und 1987 zwei Etappen. Seinen letzten Gesamtsieg feierte er 1987 bei der Route du Sud. Bei den UCI-Bahn-Weltmeisterschaften 1989 wurde er Dritter in der Einerverfolgung.
Régis Clère starb am 9. Juni 2012 während einer Herzoperation. Er war der Onkel des Radrennfahrers Émilien Clère.